# Volkswagen Golf VII
La Volkswagen Golf VII est une voiture compacte à hayon qui est la 7e génération de Volkswagen Golf produite par le constructeur automobile allemand Volkswagen et succède à la Golf VI.
Elle a été présentée à Berlin le 4 septembre 2012, avant un lancement public au Mondial de l'automobile de Paris. Les ventes débutent en novembre pour l'Europe.
Commercialisée en versions hayon trois, cinq portes et break (Golf Variant ou SportWagen en Amérique du Nord), la Golf VII partage la plate-forme MQB avec l'Audi A3 de troisième génération, la SEAT León et la Škoda Octavia.
En novembre 2016, Volkswagen a présenté un restylage de la Golf VII. Elle a été remplacée en décembre 2019 par la Golf VIII, qui est construite sur la plateforme MQB Evo. La production de l'e-Golf et de la Golf Variant ont pris fin à la mi-2020.

## Présentation

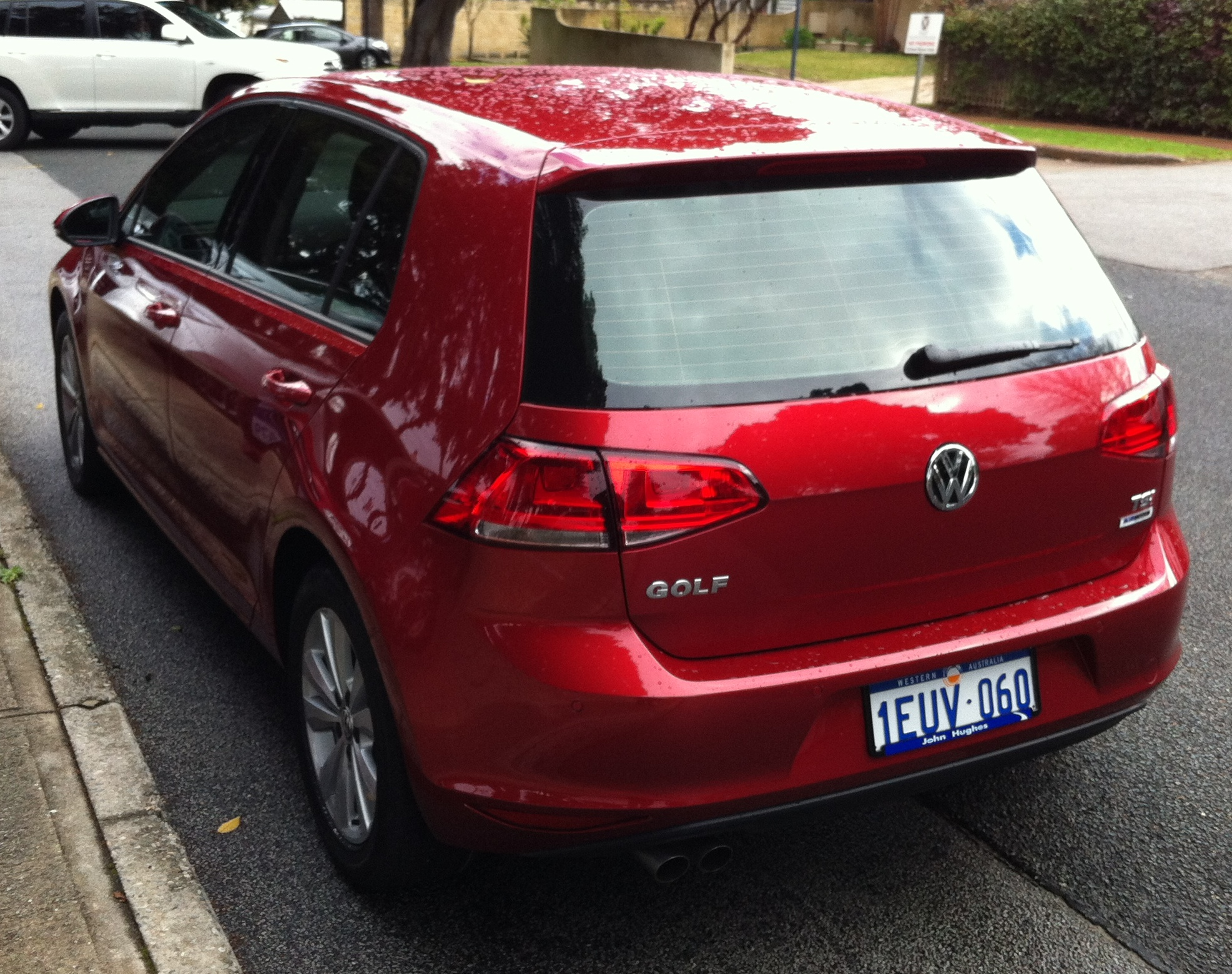
Volkswagen Golf VII phase 1

L'annonce de la Volkswagen Golf VII a été faite le 4 septembre 2012 à Berlin en Allemagne. Elle a été montrée au public pour la première fois durant le Mondial de l'automobile de Paris 2012. Cette 7e génération de Golf a été lancée en France le 10 novembre 2012. Elle a obtenu 5 étoiles lors du crash test Euro NCAP, ainsi que 4 Advanced Awards : les systèmes Lane Assist et Front Assist, le système proactif de protection des passagers et le dispositif de freinage multicollision ont été reconnus comme des innovations majeures dans le domaine de la sécurité.
Par rapport à la génération précédente, la Golf VII dispose d'un habitacle plus spacieux avec plus d'espace aux épaules pour les passagers avant et arrière, plus d'espace pour les jambes à l'arrière et un plus grand espace de coffre. Elle est 20 mm plus large que la VI, avec un empattement plus long de 59 mm.
Cette nouvelle Golf est, après l'Audi A3, le deuxième modèle bénéficiant des nouvelles plateformes modulaires MQB de Volkswagen qu'elle partage également avec les SEAT León et Škoda Octavia. Cette plateforme permet à la Golf de proposer deux types de suspensions arrière suivant la puissance du moteur. Un essieu semi-rigide sur les modèles jusqu'à 125ch et un essieu multibras pour les autres. Le frein à main mécanique est remplacé par un frein à main à commande électrique.
Les motorisations au lancement comprennent des moteurs à essence turbocompressés de 1,2 et 1,4 litre, avec respectivement 85 cv et 140 cv, et des moteurs diesel de 1,6 et 2,0 litres, avec respectivement 105 cv et 150 cv. Le 1,6 TDI  BlueMotion a une consommation de carburant combinée théorique de 3,2 L/100 km et des emissions de CO2 prévues de 85 g/km .
La Volkswagen Golf VII a été élue Voiture de l'année 2013, 21 ans après la Golf III par le comité Car Of The Year à l’occasion de l’ouverture du salon de Genève 2013. Elle remporte le mois suivant le trophée de « Voiture mondiale de l'année 2013 » (World Car of the Year) à l'occasion du salon de New York.
En novembre 2016, Volkswagen présente un restylage de la Golf Mk7.
Sa production prend fin en décembre 2019 pour la majorité des versions, remplacé par la Golf VIII. Seules les e-Golf et Golf Variant sont produites en 2020 (mi-2020 pour la Variant).

## Gamme
La Volkswagen Golf 7 disposait à son lancement d'une gamme variée en 3 ou 5 portes, la Golf VII TSi BlueMotion, la Golf VII TDI BlueMotion, la Golf VII GTD, la Golf VII GTI, la Golf VII R, la version Variant (break), La Golf GTE. Elle a une version électrique dénommée e-Golf et a une version Sportsvan (monospace). Les ventes de la berline à trois portes n'ont pas été aussi fortes que celles des générations précédentes, et elle a été abandonnée avec le lancement du modèle de huitième génération fin 2019.

## Caractéristiques

### Motorisation
La gamme Golf est disponible avec tous les systèmes de propulsion concernés : les Golf TSI, y compris les GTI, sont à essence; les Golf TDI, y compris la GTD, sont à moteur diesel; la Golf TGI est à moteur au gaz naturel comprimé (GNC); l' e-Golf est à moteur électrique; et la Golf GTE est une hybride rechargeable. L'utilisation d'un kit d'assemblage de matrice transversale modulaire permet la fabrication de modèles Golf à moteur essence, diesel, gaz naturel, électrique et hybride de pare-chocs à pare-chocs dans les usines Volkswagen.
Tous les moteurs à combustion interne sont des unités à trois ou quatre cylindres.
Chiffres pour la berline 5 portes:
| Diesel                     | Diesel                 | Diesel                 | Diesel                 | Diesel                 | Diesel                 | Diesel                 | Diesel                 | Diesel                 | Diesel                 | Diesel                 | Diesel                 | Diesel                 |
| -------------------------- | ---------------------- | ---------------------- | ---------------------- | ---------------------- | ---------------------- | ---------------------- | ---------------------- | ---------------------- | ---------------------- | ---------------------- | ---------------------- | ---------------------- |
|                            | 1.6 TDi 90             | 1.6 TDi 105            | 1.6 TDi 105            | 1.6 TDi 105            | 1.6 TDi 110            | 1.6 TDi 110            | 1.6 TDi 110            | 2.0 TDI 150            | 2.0 TDI 150            | 2.0 TDI 150            | 2.0 TDI 184            | 2.0 TDI 184            |
| Cylindrée                  | 1 598                  | 1 598                  | 1 598                  | 1 598                  | 1 598                  | 1 598                  | 1 598                  | 1 968                  | 1 968                  | 1 968                  | 1 968                  | 1 968                  |
| Architecture               | 4 cylindres + Turbo    | 4 cylindres + Turbo    | 4 cylindres + Turbo    | 4 cylindres + Turbo    | 4 cylindres + Turbo    | 4 cylindres + Turbo    | 4 cylindres + Turbo    | 4 cylindres + Turbo    | 4 cylindres + Turbo    | 4 cylindres + Turbo    | 4 cylindres + Turbo    | 4 cylindres + Turbo    |
| Puissance maxi             | 90 ch à 2 750 tr/min   | 105 ch à 3 000 tr/min  | 105 ch à 3 000 tr/min  | 105 ch à 3 000 tr/min  | 110 ch à 3 200 tr/min  | 110 ch à 3 200 tr/min  | 110 ch à 3 200 tr/min  | 150 ch à 3 500 tr/min  | 150 ch à 3 500 tr/min  | 150 ch à 3 500 tr/min  | 184 ch à 3 500 tr/min  | 184 ch à 3 500 tr/min  |
| Couple maxi                | 230 N m à 1 400 tr/min | 250 N m à 1 500 tr/min | 250 N m à 1 500 tr/min | 250 N m à 1 500 tr/min | 250 N m à 1 500 tr/min | 250 N m à 1 500 tr/min | 250 N m à 1 500 tr/min | 320 N m à 1 750 tr/min | 320 N m à 1 750 tr/min | 320 N m à 1 750 tr/min | 380 N m à 1 750 tr/min | 380 N m à 1 750 tr/min |
| Boîte de vitesses          | BVM5                   | BVM5                   | DSG7                   | BVM6 4x4               | BVM6                   | DSG7                   | BVM6 4x4               | BVM6                   | DSG6                   | BVM6 4x4               | BVM6                   | DSG6                   |
| Vitesse maxi               | 185                    | 192                    | 192                    | 187                    | 200                    | 195                    | 187                    | 216                    | 214                    | 211                    | 230                    | 228                    |
| 0-100 km/h                 | 11,9                   | 10,7                   | 10,7                   | 11,5                   | 10,5                   | 10,5                   | 11,3                   | 8,6                    | 8,6                    | 8,6                    | 7,5                    | 7,5                    |
| Consommation (en l/100 km) | 3,8                    | 3,8                    | 3,9                    | 4,5                    | 3,4                    | 4,0                    | 4,5                    | 4,2                    | 4,6                    | 4,7                    | 4,2                    | 4,6                    |
| Émissions de CO2 (en g/km) | 96                     | 99                     | 102                    | 119                    | 85                     | 103                    | 116                    | 106                    | 117                    | 119                    | 109                    | 119                    |
| Disponibilité              | 2013 -                 | 2012 -                 | 2012 -                 | 2012 -                 | 2013 -                 | 2013 -                 | 2013 -                 | 2012 -                 | 2012 -                 | 2012 -                 | 2013 -                 | 2013 -                 |

| Essence                    | Essence                | Essence                | Essence                | Essence                | Essence                | Essence                | Essence                | Essence                | Essence                | Essence                | Essence                | Essence                           | Essence                           | Essence                | Essence                | Essence                | Essence                | Essence                | Essence                | Essence                                | Essence                                | Essence                | Essence                |                     |
| -------------------------- | ---------------------- | ---------------------- | ---------------------- | ---------------------- | ---------------------- | ---------------------- | ---------------------- | ---------------------- | ---------------------- | ---------------------- | ---------------------- | --------------------------------- | --------------------------------- | ---------------------- | ---------------------- | ---------------------- | ---------------------- | ---------------------- | ---------------------- | -------------------------------------- | -------------------------------------- | ---------------------- | ---------------------- | ------------------- |
|                            | 1.2 TSi 85             | 1.2 TSi 105            | 1.2 TSi 105            | 1.2 TSi 110            | 1.2 TSi 110            | 1.0 TSi 115            | 1.0 TSi 115            | 1.4 TSi 122            | 1.4 TSi 122            | 1.4 TSi 125            | 1.4 TSi 125            | 1.4 TSi 140                       | 1.4 TSi 140                       | 1.4 TSi 150 ACT        | 1.4 TSi 150 ACT        | 2.0 TSi 220            | 2.0 TSi 220            | 2.0 TSi 230            | 2.0 TSi 230            | 2.0 TSi 265                            | 2.0 TSi 265                            | 2.0 TSi 300            | 2.0 TSi 300            |                     |
| Cylindrée                  | 1 197                  | 1 197                  | 1 197                  | 1 197                  | 1 197                  | 999                    | 999                    | 1 395                  | 1 395                  | 1 395                  | 1 395                  | 1 395                             | 1 395                             | 1 395                  | 1 395                  | 1 984                  | 1 984                  | 1 984                  | 1 984                  | 1 984                                  | 1 984                                  | 1 984                  | 1 984                  |                     |
| Architecture               | 4 cylindres + Turbo    | 4 cylindres + Turbo    | 4 cylindres + Turbo    | 4 cylindres + Turbo    | 4 cylindres + Turbo    | 3 cylindres + Turbo    | 3 cylindres + Turbo    | 4 cylindres + Turbo    | 4 cylindres + Turbo    | 4 cylindres + Turbo    | 4 cylindres + Turbo    | 4 cylindres + Turbo + Compresseur | 4 cylindres + Turbo + Compresseur | 4 cylindres + Turbo    | 4 cylindres + Turbo    | 4 cylindres + Turbo    | 4 cylindres + Turbo    | 4 cylindres + Turbo    | 4 cylindres + Turbo    | 4 cylindres + Turbo                    | 4 cylindres + Turbo                    | 4 cylindres + Turbo    | 4 cylindres + Turbo    | 4 cylindres + Turbo |
| Puissance maxi             | 85 ch à 4 300 tr/min   | 105 ch à 5 000 tr/min  | 105 ch à 5 000 tr/min  | 110 ch à 5 000 tr/min  | 110 ch à 5 000 tr/min  | 115 ch à 5 000 tr/min  | 115 ch à 5 000 tr/min  | 122 ch à 5 000 tr/min  | 122 ch à 5 000 tr/min  | 125 ch à 5 000 tr/min  | 125 ch à 5 000 tr/min  | 140 ch à 4 500 tr/min             | 140 ch à 4 500 tr/min             | 150 ch à 5 000 tr/min  | 150 ch à 5 000 tr/min  | 220 ch à 4 500 tr/min  | 220 ch à 4 500 tr/min  | 230 ch à 4 700 tr/min  | 230 ch à 4 700 tr/min  | 265 (overboost 290) ch à 5 350 tr/min  | 265 (overboost 290) ch à 5 350 tr/min  | 300 ch à 5 500 tr/min  | 300 ch à 5 500 tr/min  |                     |
| Couple maxi                | 160 N m à 1 400 tr/min | 175 N m à 1 550 tr/min | 175 N m à 1 550 tr/min | 175 N m à 1 550 tr/min | 175 N m à 1 550 tr/min | 200 N m à 2 000 tr/min | 200 N m à 2 000 tr/min | 200 N m à 1 500 tr/min | 200 N m à 1 500 tr/min | 200 N m à 1 500 tr/min | 200 N m à 1 500 tr/min | 250 N m à 1 500 tr/min            | 250 N m à 1 500 tr/min            | 250 N m à 1 500 tr/min | 250 N m à 1 500 tr/min | 350 N m à 1 500 tr/min | 350 N m à 1 500 tr/min | 350 N m à 1 500 tr/min | 350 N m à 1 500 tr/min | 350 (overboost 380) N m à 1 700 tr/min | 350 (overboost 380) N m à 1 700 tr/min | 380 N m à 1 800 tr/min | 380 N m à 1 800 tr/min |                     |
| Boîte de vitesses          | BVM5                   | BVM6                   | DSG7                   | BVM6                   | DSG7                   | BVM6                   | DSG7                   | BVM6                   | DSG7                   | BVM6                   | DSG7                   | BVM6                              | DSG7                              | BVM6                   | DSG7                   | BVM6                   | DSG6                   | BVM6                   | DSG7                   | BVM6                                   | DSG6                                   | BVM6                   | DSG7                   |                     |
| Vitesse maxi               | 179                    | 192                    | 192                    | 195                    | 195                    | 204                    | 203                    | 203                    | 203                    | 204                    | 204                    | 212                               | 212                               | 216                    | 216                    | 246                    | 244                    | 250                    | 248                    | 250                                    | 249                                    | 250                    | 250                    |                     |
| 0-100 km/h                 | 11,9                   | 10,2                   | 10,2                   | 9,9                    | 9,9                    | 9,7                    | 9,3                    | 9,3                    | 9,3                    | 9,1                    | 9,1                    | 8,4                               | 8,4                               | 8,2                    | 8,2                    | 6,5                    | 6,5                    | 6,4                    | 6,4                    | 6                                      | 5,9                                    | 5,1                    | 4,9                    |                     |
| Consommation (en l/100 km) | 4,9                    | 4,9                    | 4,8                    | 4,9                    | 4,9                    | 4,3                    | 5,3                    | 5,3                    | 5                      | 5,3                    | 5,1                    | 4,7                               | 4,7                               | 4,8                    | 4,8                    | 6                      | 6,3                    | 6                      | 6,4                    | 6,9                                    | 6,7                                    | 7,1                    | 6,9                    |                     |
| Émissions de CO2 (en g/km) | 109                    | 114                    | 112                    | 112                    | 110                    | 99                     | 123                    | 123                    | 116                    | 121                    | 117                    | 109                               | 110                               | 110                    | 110                    | 139                    | 145                    | 139                    | 147                    | 160                                    | 155                                    | 165                    | 159                    |                     |
| Disponibilité              | 2012 - 2017            | 2012 – 2015            | 2012 – 2015            | 2015 - 2017            | 2015 - 2017            | 2015 -                 | 2015 -                 | 2014 - 2015            | 2014 - 2015            | 2015 - 2017            | 2015 - 2017            | 2012 - 2014                       | 2012 - 2014                       | 2014 - 2017            | 2014 - 2017            | 2013 - 2017            | 2013 - 2017            | 2013 - 2017            | 2013 - 2017            | 2015 - 2017                            | 2015 - 2017                            | 2013 - 2017            | 2013 - 2017            |                     |

|                            | Électrique             | Hybride essence rechargeable                   | GNV                                  | GNV                                  | Éthanol                |
| Cylindrée                  |                        | 1 395                                          | 1 395                                | 1 395                                | 1 395                  |
| Architecture               |                        | 4 cylindres + Turbo                            | 4 cylindres + Turbo                  | 4 cylindres + Turbo                  | 4 cylindres + Turbo    |
| Puissance maxi             | 115 ch à 3 000 tr/min  | 204 ch (150ch thermiques + 102 ch électriques) | 110 ch à 4 800 tr/min                | 110 ch à 4 800 tr/min                | 125 ch à 5 000 tr/min  |
| Couple maxi                | 270 N m à 3 000 tr/min | 350 N m                                        | 200 N m à 1 500 tr/min               | 200 N m à 1 500 tr/min               | 200 N m à 1 500 tr/min |
| Boîte de vitesses          | BVA1                   | DSG6                                           | BVM6                                 | DSG7                                 | BVM6                   |
| 0-100 km/h                 | 10,4                   | 7,6                                            | 11,5                                 | 10,7                                 | 9,1                    |
| Vitesse maxi               | 140                    | 222                                            | 195                                  | 194                                  | 204                    |
| Consommation (en l/100 km) | 0                      | 1,5                                            | GNV: 3,5 kg gaz /100 km Essence: 5,3 | GNV: 3,4 kg gaz /100 km Essence: 5,0 | 7,1                    |
| Émissions de CO2 (en g/km) | 0                      | 35                                             | 94                                   | 92                                   | 116                    |
| Autonomie(en km)           | 190                    |                                                | GNV: 420 Essence: 940                | GNV: 432 Essence: 1 000              |                        |
| Disponibilité              |                        |                                                |                                      |                                      | 2015 - 2018            |

## Finitions

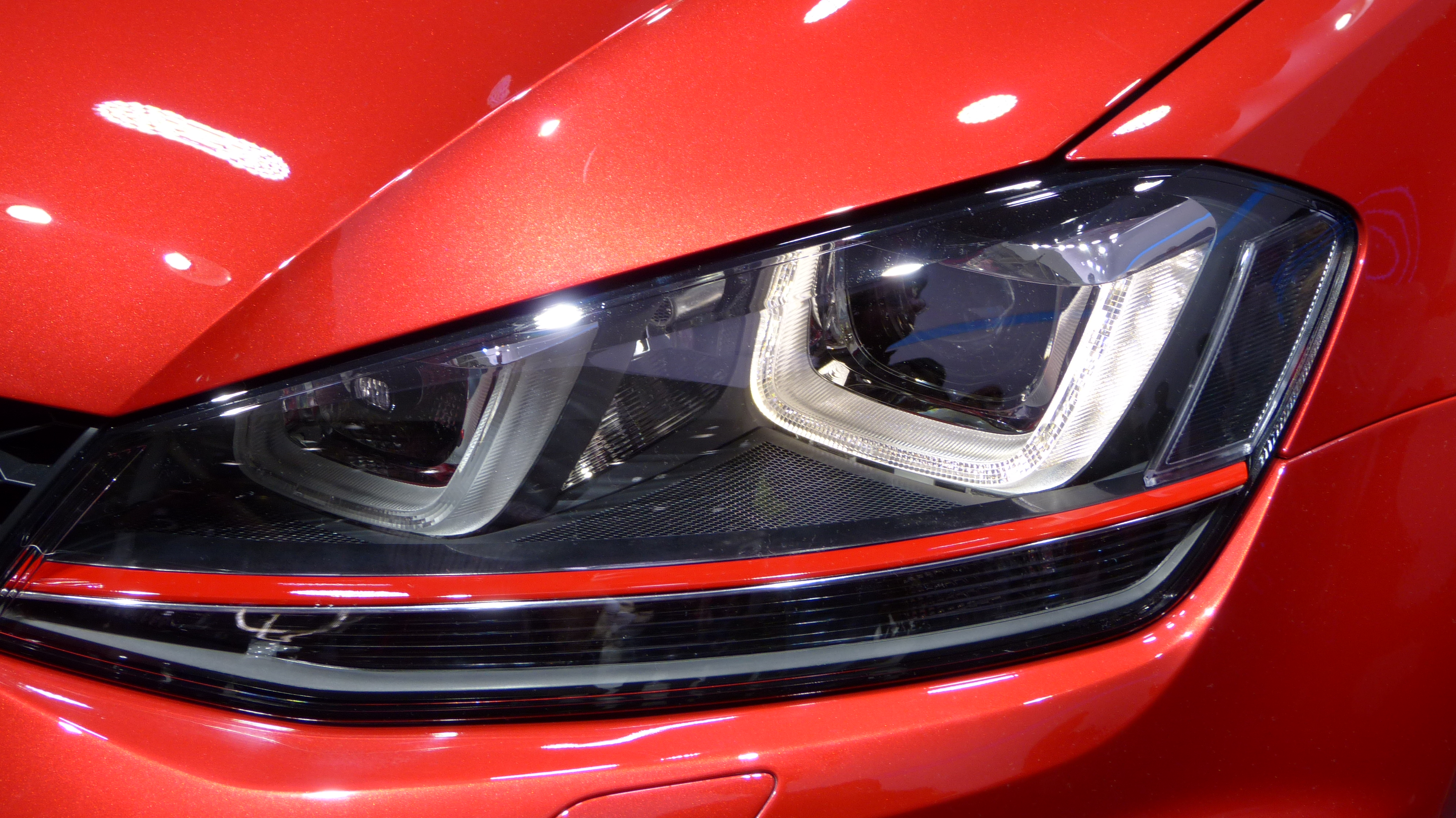
Phares au xénon de Volkswagen Golf VII Phase 1.

De nombreux niveaux de finitions sont proposées pour la Golf 7 : Trendline, Confortline, Carat, Carat Exclusive, CUP, AllStar, GTD, GTI, GTI Clubsport et R.
Sur la finition Trendline, les équipements de série proposés sont entre autres : le régulateur et limiteur de vitesse, le détecteur de fatigue, le système de freinage multicollision, la climatisation, le Pre-Safe Assist, XDS, l'ESP et le système Stop & Start.
La finition Confortline comprend en plus : les projecteurs antibrouillard, la climatisation automatique, l'aide au stationnement, le Bluetooth et le pack « Visibilité » comprenant le capteur de pluie avec essuie-glace automatique, le rétroviseur intérieur jour/nuit automatique et l'allumage automatique des feux. Pour les entreprises est disponible la Confortline Business qui reprend les équipements de la Confortline de base + GPS + ACC + Front Assist + Couple Box, entre autres.
Sur la finition Carat, les équipements de série en plus sont : le régulateur de vitesse ACC, le Front Assist, l'éclairage d'ambiance intérieur blanc.
Sur la finition Carat Exclusive les équipements de série comprennent en plus les projecteurs led directionnels et feux de jours led, les vitres arrière surteintées, la sellerie cuir et sièges avant chauffants, l'Active Info Display qui est un combiné d’instruments entièrement digital et le système de navigation & infotainment ‘Discover Pro’.
Enfin la finition GTI Performance comprend notamment en plus de la finition Carat, un châssis sport, un blocage de différentiel d’essieu avant ‘VAQ’, des disques de freins plus grands, des pare-chocs avant et arrière spécifiques, des sièges avant Sport avec une sellerie tissu tartan, l' Active Info Display.
Volkswagen relance sa série limitée Golf Edition dans la partie entrée de gamme de son catalogue. Pour 340 euros de plus que la finition Trendline, elle offre plus de 2 000 euros d'équipements de confort et de styles supplémentaires.
La Volkswagen Golf est disponible dans une nouvelle finition Carat Edition. Cette version haut de gamme se distingue par sa sellerie cuir, ses phares au xénon et son système multimédia avec CarPlay et Android Auto de série.
En 2016, Volkswagen lance la série Allstar sur les Golf VII, Polo et Golf Sportsvan. Elle étoffe la liste d'équipements sans influer sur le prix. L'avantage client de la Golf Allstar coûte 2 230 euros. Cette nouvelle finition ajoute la compatibilité Android Auto, Apple CarPlay mais également Mirror Link.

### Séries spéciales
Basée sur la finition Confortline, elle rajoute un pack d'équipement (par ex: caméra de recul, vitres teintées..., valant environ 1 200 €) pour environ 100 € de plus.
La formule reste proche d'année en année, le nom de la série spéciale change.
- IQ Drive (2019)
- Connect (2018)
- Sound (2017)
- Match (2016)
- Allstar (2016)
- Lounge (2015)
- Join  (non sortie en France, cette version était identique à la version Sound. Pour répondre à la demande des gros loueurs, certains modèles sont envoyés en France, où, les concessionnaires français devaient rebadger[Quoi ?] le véhicule, il est donc possible de voir certaines Golf Join en circulation si les véhicules n'ont pas été badgés[Quoi ?])
- United (non sortie en France)

## Technologies
La Volkswagen Golf 7 dispose de plusieurs technologies dont :
- Le détecteur de fatigue
- Front Assist : freinage d'urgence en ville et adaptation de la vitesse en ville et dans les embouteillages[précision nécessaire]
- Dynamic Light Assist : réglage des feux de route
- Pre-Safe Assist : système proactif de protection des passagers
- Le système de détection des panneaux de signalisation
- Multi Collision Brake : freinage automatique
- Régulateur de vitesse adaptatif (en option)
- Assistant de maintien de voie (en option)
- Système de stationnement automatique (en option)
- Caméra d'assistance arrière (en option)

## Versions

### Golf SW
Le Golf SW a été dévoilé au Salon de l'automobile de Genève en mars 2013,.
Le volume de chargement de la Golf SW est passé de 505 litres à 605 litres (chargé jusqu'au dossier de la banquette arrière), contre 380 litres pour la Golf à hayon. Chargé jusqu'au dossier des sièges avant et sous le toit, le volume de chargement de la Golf SW est de 1 620 litres (contre 1 495 litres pour la Golf VI Break). Les dossiers des sièges arrière peuvent être rabattus à distance via un bouton de déverrouillage dans le coffre. Quatre moteurs à essence et trois moteurs diesel étaient disponibles, allant de 85 cv à 140 cv pour les moteurs à essence standard et de 90 cv à 150 cv pour les moteurs diesel. Pour la première fois, la Golf SW était également disponible en version «full» BlueMotion, avec une aérodynamique repensée. Ce modèle utilise un moteur diesel de 1,6 litre produisant 110 cv, une boîte de vitesses manuelle à six rapports et émet 87 g/km de CO 2.

### Golf Sportsvan/SV
Article principal : Volkswagen Golf Sportsvan
La Golf Sportsvan ou Golf SV est un monospace compact à cinq portes conçu et produit par le constructeur automobile allemand Volkswagen entre 2014 et 2020. Présentée en avant-première sous le nom de concept Volkswagen Sportsvan au salon de Francfort 2013 et positionnée sous le Touran à sept places dans la gamme de l'entreprise, elle est dérivée de la Golf VII et basée sur la plateforme MQB, et a également été assemblée dans l'usine de Wolfsburg aux côtés de la Golf à hayon standard. Avec une longueur de 4 338 mm, la nouvelle SV est 134 mm plus longue que la Golf Plus qu'elle remplace, 83 mm plus longue que la Golf à hayon et 224 mm plus courte que la Golf Estate.

### Golf GTD
La Golf Mk7 GTD est propulsée par un moteur diesel à rampe commune turbocompressé de 2,0 litres développant 184 cv. Le couple maximal est passé de 350 N⋅m à 380 N⋅m à partir de 1 750 tr/min.La Golf R, en comparaison, a 380 Nm à partir de 1 800 tr/min. L'accélération de 0 à 100 km/h prend 7,5 secondes, tandis que la vitesse de pointe est de 227 km/h. La GTD a une consommation de carburant combinée de 4,18 L/100 km ce qui représente des émissions de CO 2 de seulement 109 g/km. Avec la boîte de vitesses à double embrayage à six rapports (DSG) en option, la consommation de carburant est de 4,5 L/100 km et les émissions de CO 2 de 119 g/km.À titre de comparaison, lorsque la première génération de Golf BlueMotion a été mise en vente à la fin de 2007, elle avait la même consommation de carburant et les mêmes émissions de CO 2.

### Golf GTE
La Volkswagen Golf GTE est une version hybride rechargeable de la Golf VII.
Les premières unités GTE ont été immatriculées en Allemagne en août 2014,et était le deuxième véhicule hybride rechargeable le plus vendu en Europe en 2015 avec 17 282 ventes.
Elle possède le même bloc que l'A3 e-tron car elle utilise la plateforme MQB, commune à toutes les citadines du groupe Volkswagen. La GTE est moins chère que l'A3 e-tron à cause de l'image de marque moins prestigieuse de VW par rapport à celle d'Audi[non neutre] mais la technologie hybride reste strictement la même. La décote des modèles de chez Audi est cependant plus importante.
La motorisation est composée d'un moteur 1,4 litre TSI de 150 chevaux bien connu du groupe VW ainsi qu'un moteur électrique de 102 chevaux. La puissance cumulée n'est pas l'addition des deux puissances, c'est pourquoi la puissance maximale est de 204 chevaux.
Le 0 à 100 km/h est un peu controversé, le temps officiel est de 7,6 s ; cependant un grand nombre d'utilisateurs ayant calculé leur temps ont obtenu 6,3 s, seulement 1 dixième de plus que la Golf GTI.
En utilisant uniquement le moteur électrique, la GTE est capable d'atteindre une vitesse de 130 km/h. Avec le moteur TSI également, la Golf GTE peut atteindre une vitesse de pointe de 215 km/h (134 mph). La Golf GTE partage la base du groupe motopropulseur avec l' Audi A3 Sportback e-tron, mais les commandes logicielles sont différentes. La Golf GTE partage également le même groupe motopropulseur hybride rechargeable avec la Volkswagen Passat GTE, mais la Passat dispose d'une batterie Li-ion plus grande de 9,9 kWh.
Les modes de conduite sont : 100% électrique avec une autonomie annoncée d'environ 40 km, le mode hybride avec une consommation mixte de 1,5 l/100km ainsi que le mode GTE qui permet d'obtenir les 204 chevaux. Dans le détail 4 modes de conduite (ou 5 sur certains modèles plus anciens) sont disponibles. La voiture démarre toujours en mode tout électrique (sauf si la batterie est très faiblement chargée), un bouton à côté du levier de vitesse permet au conducteur de choisir entre : Le mode hybride, qui permet à la voiture de passer de la propulsion électrique au moteur à essence pendant la conduite. Le mode de charge, qui utilise l'énergie du moteur à essence pour recharger la batterie de la voiture. Le mode de maintien de la batterie, qui utilise uniquement le moteur à essence pour économiser l'énergie de la batterie (uniquement disponible sur les modèles plus anciens) et revenir au mode électrique. La dernière option appelée « Mode GTE » dispose d'un bouton séparé à côté du levier de vitesse qui permet à la voiture d'utiliser à la fois le moteur à essence et le moteur électrique pour une performance dynamique.
En mode EV, la Golf GTE a une autonomie officielle tout électrique de 50 km mais dans les tests en conditions réelles, elle atteint souvent environ 35 km à 39 km d'autonomie. Selon le nouveau cycle de conduite européen, la consommation de carburant combinée est de 1,5 L/100 km. L'énergie électrique peut également être économisée, par exemple lors de la conduite vers une zone zéro émission. La batterie lithium-ion de 8,8 kWh peut être chargée en environ trois heures et demie à partir d'une prise secteur domestique, ou deux heures et demie à partir d'une wallbox domestique. La batterie pèse 120 kg (265 lb), ce qui donne à la GTE un poids à vide total de 1 520 kg (3 351 lb).
La Golf GTE est équipée d'une boîte DSG à six rapports avec triple embrayage spécialement conçue pour les véhicules hybrides. Le moteur électrique est intégré dans le carter de la boîte de vitesses, tandis que les autres composants hybrides comprennent l'électronique de puissance et un chargeur. Un servofrein électromécanique et un compresseur de climatisation électrique assurent un freinage et une climatisation économes en énergie.
Volkswagen revendique un coefficient de traînée de 0,299.
A l’intérieur comme à l’extérieur, la Golf GTE arbore des touches de bleu, là où la GTI arbore du rouge. On retrouve notamment des surpiqûres sur le volant, le soufflet du levier de vitesses et les sièges, ainsi qu’une bande bleue à motif tartan sur les sièges sport. Elle comprend des fonctions spécifiques aux véhicules électriques, comme la possibilité d’identifier des destinations potentielles en autonomie électrique et des points de recharge électrique. La GTE sera également dotée d’un e-manager qui permettra au conducteur de prérégler la charge du véhicule ainsi que le refroidissement ou le chauffage de l’habitacle. Ces fonctions peuvent également être commandées à distance via l’application Volkswagen Car-Net sur un smartphone : un abonnement de trois ans sera inclus au Royaume-Uni.

#### GTE Sport
Volkswagen dévoile au festival autrichien de Wörthersee 2015 une Golf GTE Sport à la motorisation hybride rechargeable boostée à 400 ch. Malgré ses apparences bodybuildées, elle se contente, en théorie, d'une consommation de 2,0 L/100km. Cette déclinaison de la Golf GTE, version hybride rechargeable de la Golf, annoncerait le futur remplaçant du Scirocco prévu pour 2017.

#### Golf GTE HyRACER
La Volkswagen Golf GTE HyRACER est un modèle unique qui devait être présenté au festival de Wörthersee en Autriche mais celui-ci a été annulé en raison de l'épidémie de coronavirus COVID-19. Elle est présentée virtuellement le 21 août 2020. La Golf GTE HyRACER est une hybride rechargeable de 250 ch.

### Golf Alltrack

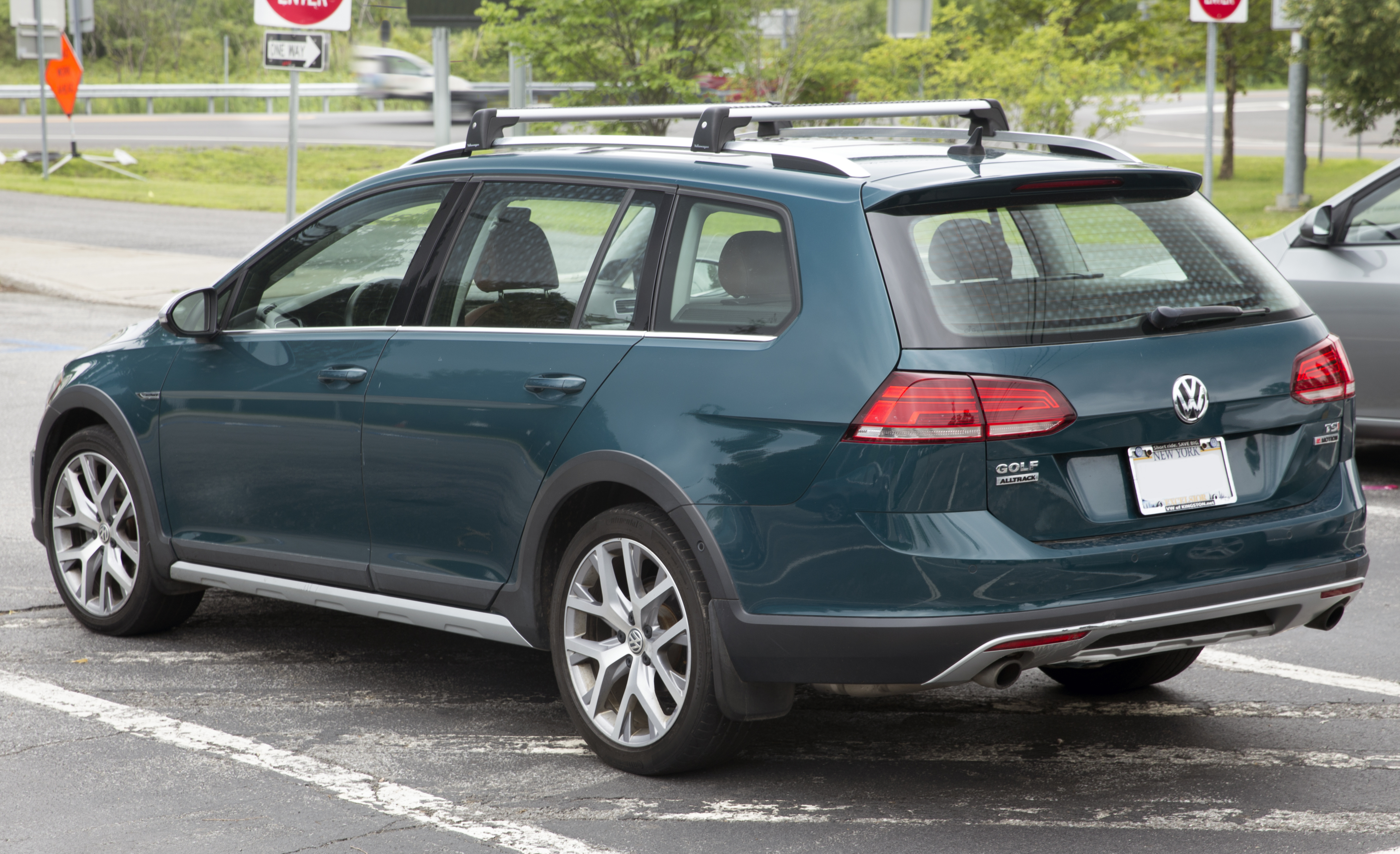
Volkswagen Golf VII Alltrack

La Volkswagen Golf Alltrack est la version baroudeuse de la Golf VII SW. Présentée comme une version renforcée de la Golf SW avec une suspension légèrement surélevée, un revêtement de carrosserie, une plaque de protection avant et une transmission intégrale, entre autres modifications mécaniques mineures.

### Golf R
Comme la GTI, la Golf R est également construite en version berline trois ou cinq portes. Elle est propulsée par une version nouvellement développée du moteur à essence FSI turbocompressé EA888 de 1 984 cm3 à quatre cylindres en ligne utilisé dans les dernières Golf GTI, Audi S3, Volkswagen Tiguan et Jetta, et des dizaines d'autres véhicules Volkswagen AG, mais dans cette version, il produit 300 cv (ou 280 ch (206 kW ; 276 ch) pour les marchés à « climat chaud » comme l'Australie, l'Afrique du Sud, le Japon et les États-Unis) de 5 500 à 6 200 tr/min et 380 N⋅m (280 lb⋅ft) de couple de 1 800 à 5 500 tr/min. Par rapport au groupe motopropulseur de la GTI, le moteur de la Golf R est doté d'une culasse modifiée, de soupapes d'échappement, de sièges et de ressorts de soupapes, de pistons, d'injecteurs et d'un refroidisseur intermédiaire et d'un turbocompresseur plus grands. Les modèles équipés de la boîte DSG sont également équipés d'un refroidisseur d'huile auxiliaire côté passager sur les modèles à conduite à droite.
Le 0 à 100 km/h s'effectue en 5,1 secondes (contre 5,7 secondes pour la Golf R précédente) ou en 4,9 secondes avec la boîte DSG en option. La vitesse de pointe est limitée électroniquement à 249 km/h. Malgré ces performances accrues, la consommation de carburant combinée est de 7,1 L/100 km et les émissions de CO2 sont de 165 g/km (159 g/km avec la boîte DSG) rendant la Golf R jusqu'à 18 % plus efficace que sa devancière.
La R est équipée d'un système de transmission intégrale Haldex 4MOTION de cinquième génération. Sous faible charge ou en roue libre, l'essieu arrière est découplé, ce qui contribue à réduire la consommation de carburant. La transmission de l'essieu arrière peut être engagée en quelques fractions de seconde via le couplage Haldex, qui est actionné par une pompe électrohydraulique. Jusqu'à 50 % de la puissance peut être transférée à l'essieu arrière. Un système XDS+ actionné par les freins imite un différentiel à glissement limité en appliquant les freins sur la roue ayant la plus faible traction, c'est-à-dire sur les essieux avant et arrière.
La hauteur de caisse est inférieure de 20 mm à celle de la Golf standard. Les modèles Golf R équipés du système optionnel «DCC» (Dynamic Chassis Control) proposent trois modes de suspension : «Comfort», «Normal» et «Race». Chaque mode ajuste la rigidité de l'amortissement de la suspension, offrant ainsi au conducteur un moyen de modifier la façon dont le véhicule réagit en appuyant sur un bouton. Le mode Comfort place les amortisseurs sur le réglage le plus souple, augmentant l'absorption des imperfections de la route et permettant une conduite plus souple et plus confortable. Le mode Race raidit les amortisseurs sur leur réglage le plus agressif, réduisant les mouvements de la carrosserie et augmentant l'adhérence à la route pour une conduite plus précise à grande vitesse. Le mode Race augmente également la réponse de l'accélérateur, raffermit la direction pour une sensation plus ferme, modifie le schéma de changement de vitesse de la boîte DSG (le cas échéant) et augmente la vitesse du temps de réponse des phares adaptatifs (AFS).
En plus du mode ESC Sport, présent sur les GTI et GTD, qui retarde l'intervention du système de contrôle électronique de stabilité, la R offre la possibilité de désengager complètement l'ESC, pour la conduite sur circuit.
Une édition limitée de la Golf R400 avait été évoquée en août 2015 par Heinz-Jakob Neusser, alors responsable du développement de la marque, mais à la suite du scandale des émissions de Volkswagen (et de la suspension de Neusser), elle a été annulée.
Phase 1 : 300 cv / 380nm - Pack Performance : 310 cv / 380nm - VMAX 250km/h limité électroniquement

Phase 2 : 300 cv / 400nm - Pack Performance : 310 cv / 400nm - VMAX 250km/h limité électroniquement

#### Break
En juin 2015, la version R a intégré la version break SW.
Elle reprend la mêmes motorisations que dans la Golf 7R.

### e-Golf
Dévoilée au Salon de l'automobile de Francfort 2013, et commercialisée à partir du 14 février 2014 en Allemagne au prix de 34 000 €, cette version électrique de la Golf, la e-Golf, est motorisée par un moteur tout électrique très silencieux de 115 ch, avec prise de recharge rapide, l'accumulateur lithium-ion, pour une autonomie approximative selon la conduite de 110 à 190 km, et un NDEC officiel donné par le constructeur de 190 km, puis une vitesse maximum de 140 km/h. En novembre 2016 elle obtient une nouvelle batterie offrant plus d'autonomie, 110 km de plus que la première génération, portant la nouvelle e-Golf a 300 km d'autonomie.
Une pompe à chaleur était disponible en option pour réduire la consommation d'énergie du chauffage par temps froid.
La batterie haute tension a une capacité de stockage de 24,2 kWh,  composée de 264 cellules individuelles disposées en 27 modules de 6 ou 12 cellules chacun. Sa tension nominale est de 323 V.  Le poids total de l'ensemble du véhicule, conducteur compris, était de 1 510 kg (3 330 lb), dont 318 kg (701 lb) pour la batterie.  Initialement, l'e-Golf a été annoncée avec une batterie à refroidissement liquide en novembre 2013. Cependant, la description «refroidie par liquide» a été supprimée des communiqués de presse ultérieurs début 2014. La gestion thermique active de la batterie a été abandonnée car des tests internes utilisant des prototypes d'e-Golf VI ont montré que les températures ambiantes élevées n'affectaient pas les performances de la batterie. La batterie plus petite de la GTE hybride essence-électrique utilise une gestion thermique active, mais ce modèle est positionné comme une version hybride de la GTI sportive, plutôt que comme l'équivalent de l'e-Golf en tant que version électrique de la Golf VII classique.
Le modèle e-Golf 2014-2016 est équipé d'un moteur (EEM 85) et d'une boîte de vitesses à une seule vitesse (EQ 270) d'une puissance de 114 cv et 270 N⋅m en mode «Normal» ; l'utilisation des modes «Eco» et «Eco+» réduit la puissance / le couple de sortie à 94 ch / 220 N⋅m et 73 ch / 175 N⋅m, respectivement ; Les modes Eco et Eco+ désactivent tous deux le système de climatisation. De plus, quatre niveaux différents de freinage régénératif peuvent être sélectionnés. Le chargeur CA embarqué standard a une puissance d'entrée maximale de 3,6 kW; en option, une charge rapide CC utilisant un connecteur de système de charge combiné (CCS) est disponible, acceptant une alimentation CC à un taux maximal de 40 kW. L'option de charge rapide CC met également à niveau le chargeur CA embarqué à 7,2 kW.

La vitesse de pointe était limitée électroniquement à 140 km/h. Extérieurement, l'e-Golf se distingue de ses homologues à carburant fossile par des phares entièrement à LED et la suppression de la sortie d'échappement. 

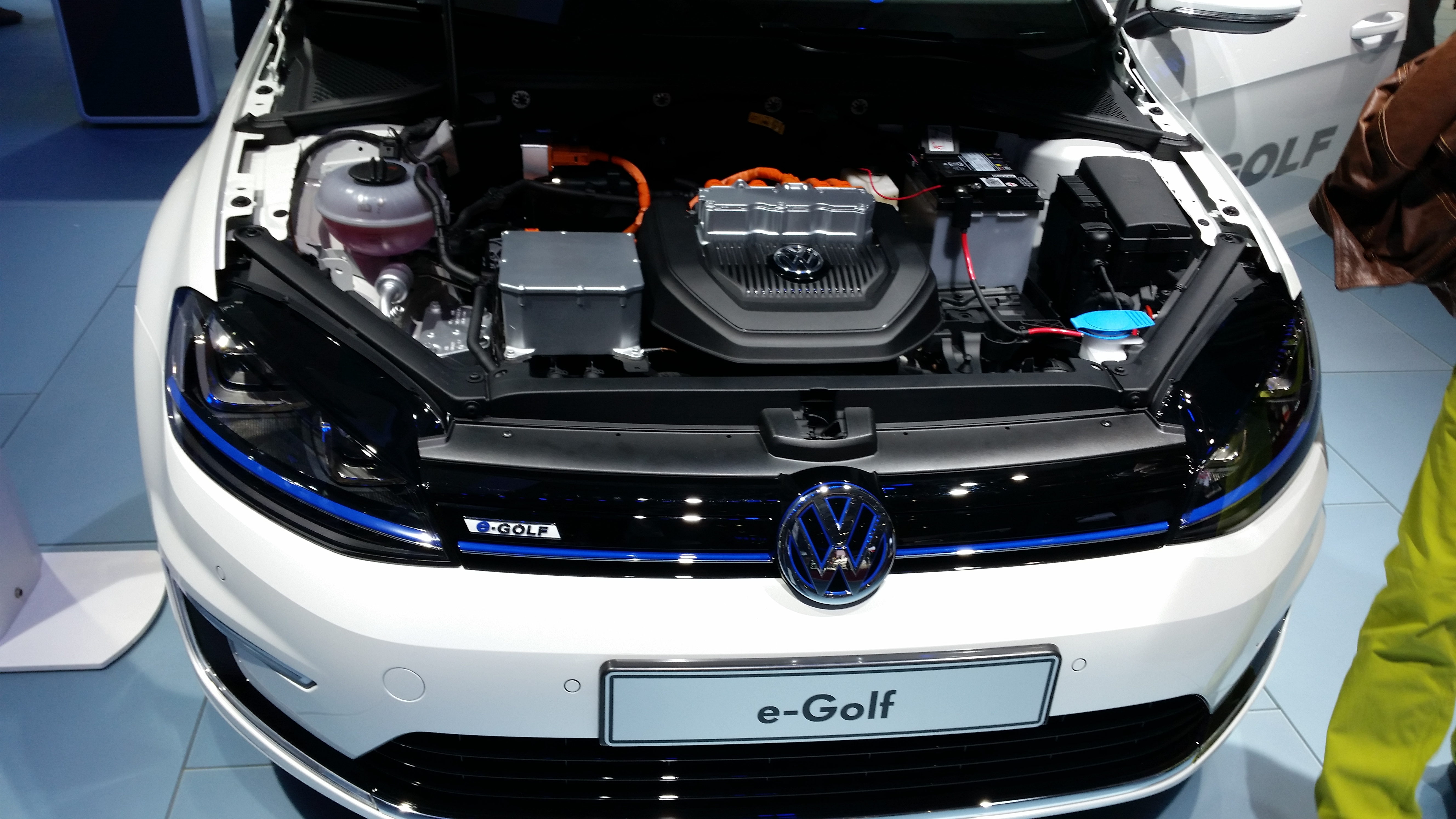
Volkswagen e-Golf - Moteur électrique

Pour 2017, la e-Golf est dévoilée dans sa version restylée au Salon de Los Angeles 2016. Les modifications sont les mêmes que celles du restylage de la Golf 7 phase 2.
La version 2017 dispose d'une batterie améliorée avec une plus grande capacité de stockage de 35,8 kWh, offrant une autonomie de 300 kilomètres sur l'échelle NEDC. De plus, le chargeur embarqué a été mis à niveau et accepte une alimentation CA jusqu'à 7,2 kW en standard; la charge rapide CC (avec connecteur CCS) était en option sur la finition SE et de série pour les finitions SEL Premium et Limited Edition. La puissance du moteur a également augmenté, à 130 ch et 290 N⋅m, réduisant le temps d'accélération de 0 à 100 km/h à 9,6 secondes. Des tests en conditions réelles ont montré qu'une charge complète fournirait une autonomie de 180 à 190 km.
L'e-Golf était la dernière version à hayon de la Golf VII produite en Europe, la production se poursuivant jusqu'à fin décembre 2020 en raison d'une forte demande, bien après d'autres variantes de groupes motopropulseurs qui ont été abandonnées en 2019. Le successeur ID.3 avait été lancé en 2019 et avait repris la ligne de production de l'e-Golf Transparent Factory à Dresde, à partir de fin janvier 2021.

### Golf GTI
La Golf 7 GTI, modèle emblématique de la marque, apparaît dans différentes déclinaisons et avec des performances différentes suivant l'année ou les packs. Propulsé par un moteur essence 2,0 litres turbo à injection directe (TSI) de 220cv. Dans la version GTI Performance, la puissance maximale du moteur est portée à 230cv. Les deux modèles GTI développent 350 N⋅m de couple. La GTI de série accélère de 0 à 100 km/h en 6,5 secondes et peut atteindre une vitesse de pointe de 250 km/h. La GTI Performance a une vitesse de pointe de 250 km/h (limité électroniquement) et accélère de 0 à 100 km/h en 6,4 secondes.
Les deux versions de la GTI sont équipées d'un système Start-Stop et répondent aux normes antipollution Euro 6 2014. Avec une boîte manuelle à six rapports, elles atteignent la même valeur de consommation de carburant basse de 6,0 L/100 km. Avec la boîte DSG à six rapports en option, les deux modèles GTI atteignent des valeurs de consommation de carburant de 6,41 l/100 km et 148 g/km de CO2 pour la GTI standard et 149 g/km de CO2 pour la GTI Performance
Le Pack Performance bénéficient non seulement de 10 cv supplémentaire, mais aussi de freins améliorés et d'un différentiel à glissement limité. Le différentiel avant est un nouveau développement, baptisé VAQ. Il offre un comportement de conduite plus neutre et plus agile et permet de passer à des vitesses plus élevées dans les courbes. Le système se compose d'un coupleur multidisque entre la cage du différentiel et l'arbre de transmission droit, qui contrôle le couple de blocage de manière électrohydraulique. Visuellement, les véhicules équipés du Pack Performance se distinguent par le lettrage «GTI» sur l'étrier de frein avant, des disques de frein ventilés plus grands à l'avant et à l'arrière (les mêmes que ceux montés sur la version « R ») et des badges GTI rouges à l'avant et à l'arrière, bien que certaines voitures aient conservé leur badge argenté malgré le fait qu'elles soient équipées du Pack Performance.
Outre des performances élevées, la Golf GTI est dotée de série d'un équipement de sécurité de haut niveau. Au delà d'une sécurité passive élevée, grâce notamment à un habitacle en acier à haute et ultra-haute résistance, les équipements de sécurité active comprennent le système de freinage automatique après collision, qui applique automatiquement les freins du véhicule après un accident pour réduire les risques de deuxième impact; le système de pré-collision, qui tend les ceintures de sécurité et ferme les vitres et le toit ouvrant en cas de risque d'accident pour améliorer l'efficacité des airbags; et sept airbags de série, dont un pour les genoux du conducteur.
Pour la phase 1 de la GTI commercialisée en 2013, la première phase de cette GTI prendra fin en 2017 pour laisser place à la deuxième phase, vous retrouverez cette seconde phase sous l'appellation Golf 7 MK2 ou Golf 7,5. Volkswagen redessine l'aspect intérieur et extérieur de la GTI, tout en gardant le tissu iconique pour l'intérieur de la GTI. L'aspect extérieur connait une évolution, aux niveaux des feux avant / arrière, du pare-chocs avant et arrière et une nouvelle gamme de jantes. Quant à la motorisation de cette deuxième phase, elle aussi connait une amélioration, tout en gardant le solide 2,0L TSI, la version de base proposera désormais 230cv pour 370Nm de couple, et la déclinaison Performance de la voiture apportera 15cv de plus totalisant 245cv, avec le même couple. Quant à la vitesse maximale de la 7,5, elle vous propulsera à 250 km/h (limité électroniquement) si l'environnement vous le permet et réalisera le 0-100km/h en 6,2 secondes. Vous retrouverez une boite mécanique à 6 rapports, ou une boite DSG à 7 rapports dans cette seconde phase. La version performance apportera également un freinage plus important. Afin de différencier une GTI avec ce pack performance, il suffit d'observer si elle possède l'inscription GTI sur les étriers de frein (cette différentiation fonctionne sur les deux phases). La deuxième phase de la Golf 7 GTI prendra fin en 2019 pour laisser la place à sa nouvelle génération la Golf 8.
Volkswagen a présenté une GTI Rabbit Edition pour l'année modèle 2019. L'édition Rabbit était dotée d'un ensemble d'éclairage LED, d'un aileron «Vmax», de jantes en alliage «Pretoria» de 18 pouces peintes en noir brillant et d'étiquettes rouges brodées avec le logo VW Rabbit sur le siège.
Vous retrouverez une gamme de coloris disponible au configurateur plutôt classique, Noir, Blanc, Blanc Oryx, Rouge, Gris. Le colori Bleu Lapiz, seront beaucoup moins commun sur la gamme GTI et plus généralement disponible sur des configurateurs étrangers à la France. 

#### GTI Clubsport
Volkswagen lance en 2016 une autre version sportive qui vient sur le Wörthersee GTI Meeting, baptisée Volkswagen Golf GTI Clubsport pour célébrer les 40 ans de la Golf GTI. La puissance moteur grimpe à 265 ch et même 290 pendant 10s grâce à un overboost. Nous pouvons distinguer cette version grâce à un pare-chocs avant différent des versions classiques, ainsi que des jantes bien distinctes et présentes uniquement sur ce modèle. Elle possède également un petit aileron arrière d'origine venant affirmer son caractère sportif, un diffuseur arrière avec des embouts d'échappement plus grands et une bande noire le long des côtés inférieurs de la carrosserie. À l'intérieur de la voiture, la Clubsport est équipée de sièges baquets, d'un volant et d'un levier de vitesses en Alcantara.
La Clubsport utilise le même moteur turbocompressé EA888 de 2,0 litres à quatre cylindres en ligne que la GTI standard, qui a été révisé pour produire 261 chevaux, avec jusqu'à 286 chevaux pendant 10 secondes à la fois via une fonction overboost incluse qui augmente la pression de suralimentation du moteur de 0,2 bar, jusqu'à 2,1 bar. Les choix de transmission restent les mêmes que la GTI standard, avec la manuelle à 6 rapports et la DSG à 6 rapports disponibles, toutes deux équipées du différentiel à glissement limité en option de la GTI standard. Le poids est indiqué à 1 375 kg. La Clubsport était disponible en usine avec des pneus Michelin Pilot Sport Cup 2 en option. Le temps officiel de 0 à 60 est indiqué à 5,9 secondes, soit 0,6 seconde de plus que la GTI standard avec le pack Performance.
GTI Clubsport S (2016)
La GTI Clubsport S 3 portes était une version en édition limitée de la GTI Clubsport vendue comme une version plus nerveuse optimisée pour des temps de piste plus rapides. Seulement 400 ont été produites pour l'année modèle 2016.Les mises à niveau de la Clubsport vers la Clubsport S comprennent de nouveaux composants de suspension avant et de sous-châssis, un alignement de suspension mis à jour, des freins améliorés, une version plus nerveuse du 4 cylindres en ligne turbocompressé EA888 de 2,0 L de la GTI, utilisant le turbocompresseur IHI IS38 plus gros au lieu de l'IS20, qui produit 310 cv et 385 N⋅m de couple, des pneus Michelin Pilot Sport Cup 2 standard orientés piste, la suppression des sièges arrière et un certain composants d'insonorisation, et un poids indiqué de 1 360 kg,.
Le résultat de ces modifications est un temps au tour de 7 minutes 49,21 secondes sur la piste du Nürburgring Nordschleife, soit 1,4 seconde de plus que la Honda Civic Type R, qui détenait le précédent record pour une voiture de série à traction avant.

#### GTI TCR
La Volkswagen Golf GTI TCR est présentée en 2018 au rassemblement Volkswagen de Wörthersee en Autriche, équipée 2,0 TSI présent dans sur la GTI classique, amélioré à 290cv et proposant 380nm de couple. Elle est disponible en série limitée à 1 000 exemplaires en fin d'année 2019, dont 100 pour la France, avant l'arrivée de la Golf VIII. Vous distinguerez cet exemplaire grâce à ses stickers latéraux noir bien distincts. Cette version est plus communément disponible dans son coloris Gris Nardo issu du programme Audi, la TCR sera également disponible au configurateur en Noir, Blanc et Rouge.

#### GTI TCR (compétition)
Volkswagen dévoile le 9 mai 2018 une version sportive compétitive de sa Golf, la Golf GTI TCR sur le circuit du Wörthersee GTI Meeting. Elle possède un moteur 4 cylindres 2.0 Turbo doté d'une puissance de 350 ch ramenée à 290 ch pour la version routière.

## Phase 2
En novembre 2016, Volkswagen a dévoilé une version restylée de la Golf Mk7, commercialisé début 2017. Ce modèle est appelé «Nouvelle Golf» par Volkswagen, alors qu'il est souvent appelé de manière informelle Golf 7.5. Elle bénéficie de légères évolutions esthétiques au niveau carrosserie et l’apparition, selon les finitions, de phares full LED et de clignotants dynamiques à l'arrière.
Comme Audi, la Golf troque son instrumentation aiguille pour une instrumentation numérique, là encore en option ou selon le niveau de finition.
Un nouveau système multimédia de 9,2 pouces fait son apparition. Il est pourvu d'une fonction à commande gestuelle comme la nouvelle BMW Série 7.
Le nouveau moteur 1.5 TSI EVO est équipé d'un système à désactivation de cylindres (si le moteur est peu sollicité il peut passer de 4 à 2 cylindres). Ce moteur est proposé en deux versions de puissance, 130 ch Bluemotion et 150 ch. La version 130 ch dispose d'un mode roue libre associé à la boite DSG à 7 rapports ainsi qu'un turbo à géométrie variable et fonctionne selon le cycle de Miller. La version de 150 ch possède un traitement de surface des cylindres pour limiter les frictions internes. Initialement, le TSI de 1,4 litre existant était disponible aux côtés du nouveau moteur de 1,5 litre.
La production de la deuxième phase prend fin en 2019 pour laisser la place à sa nouvelle génération, la Golf VIII.

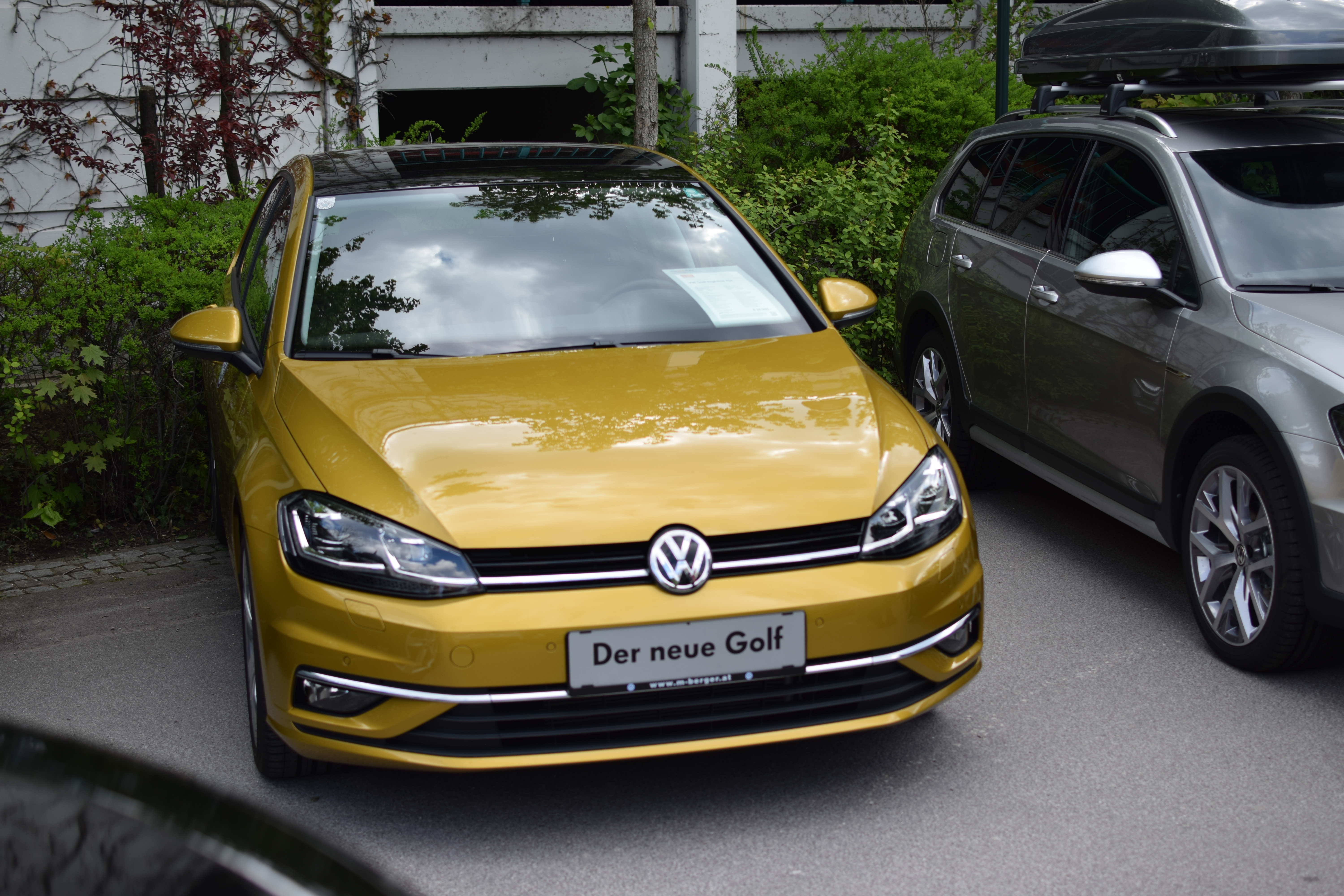
Volkswagen Golf 7 - phase 2
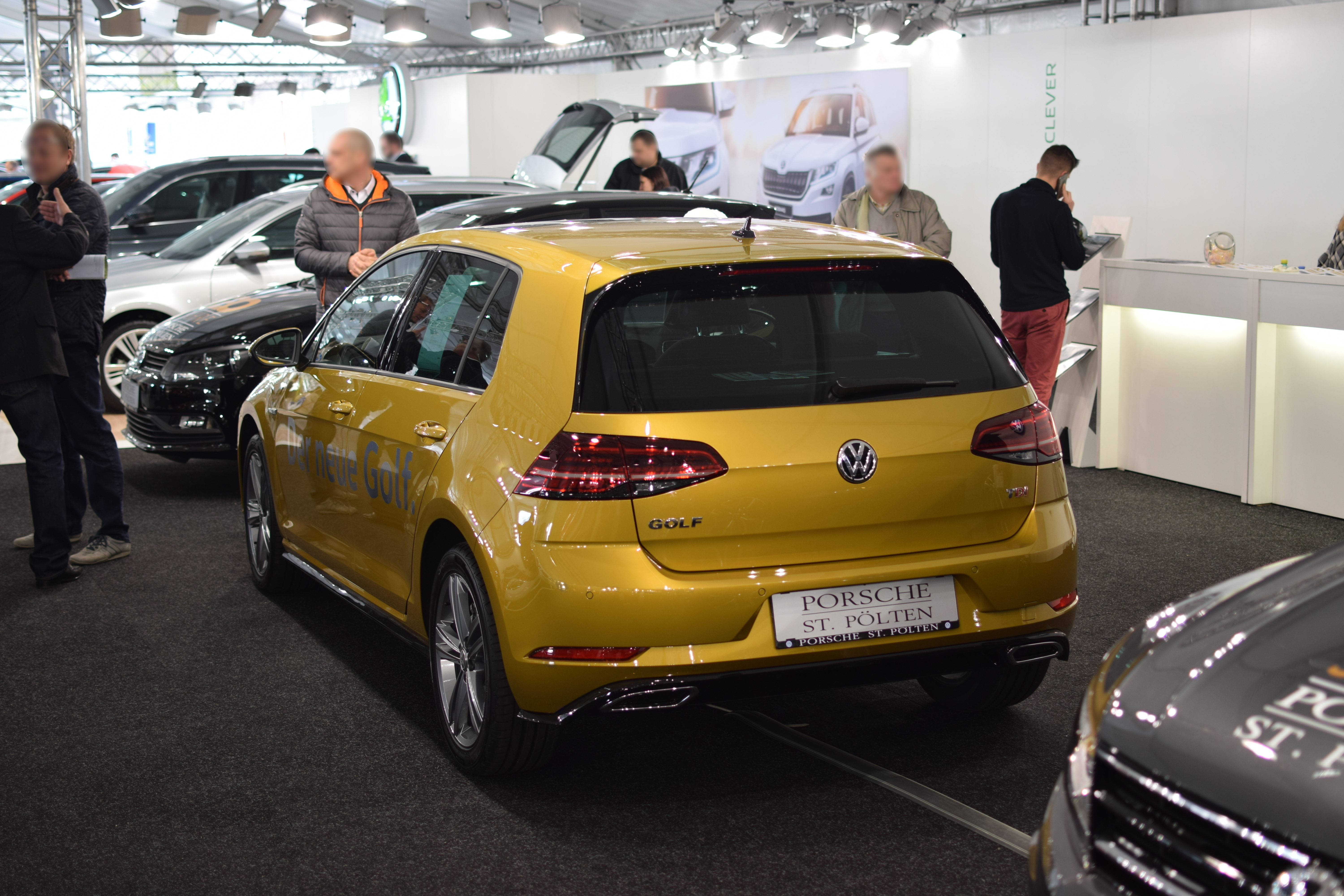
Volkswagen Golf 7 - phase 2
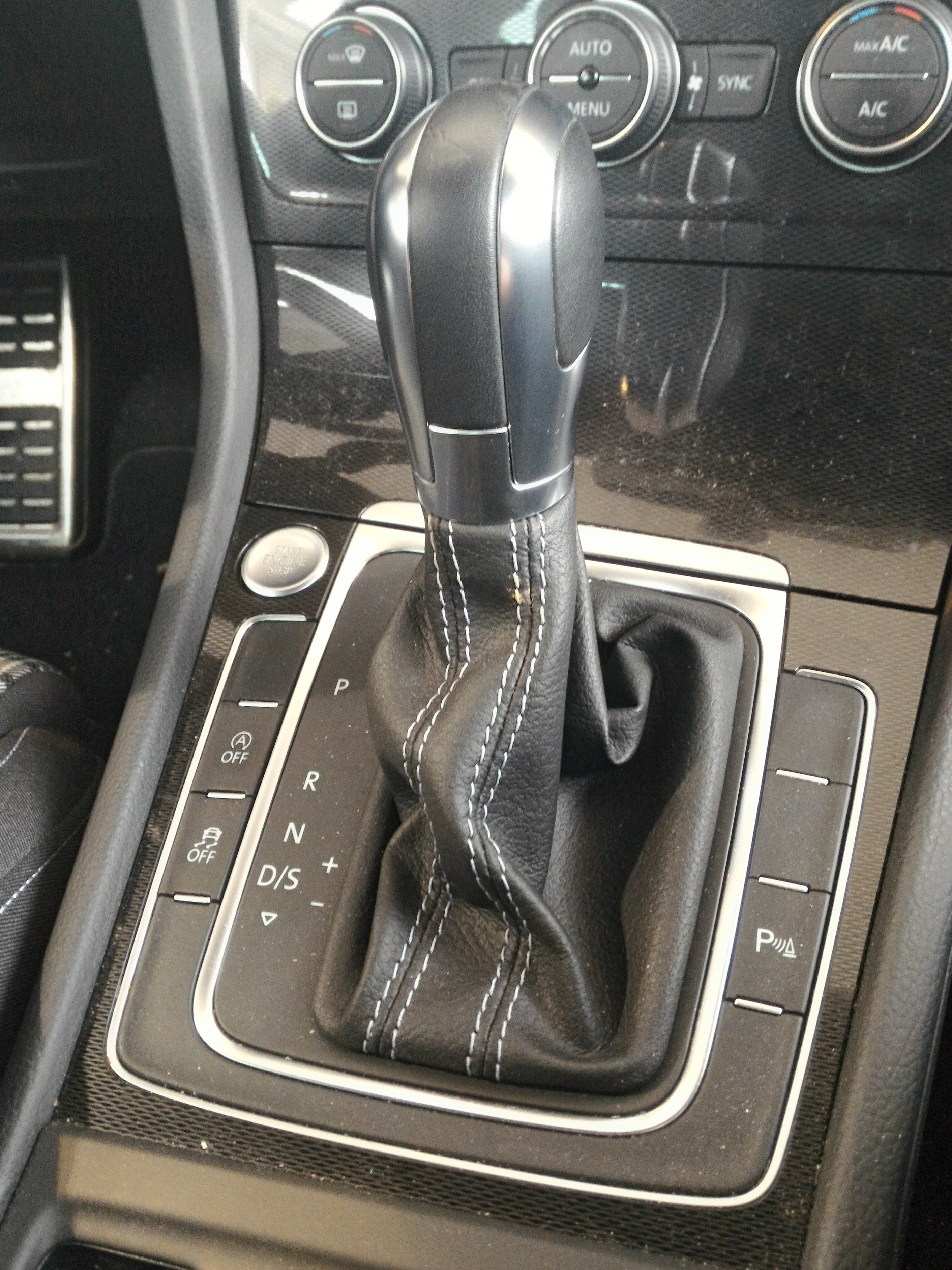
Levier de la boîte automatique DSG inchangé entre la phase 1 et 2.
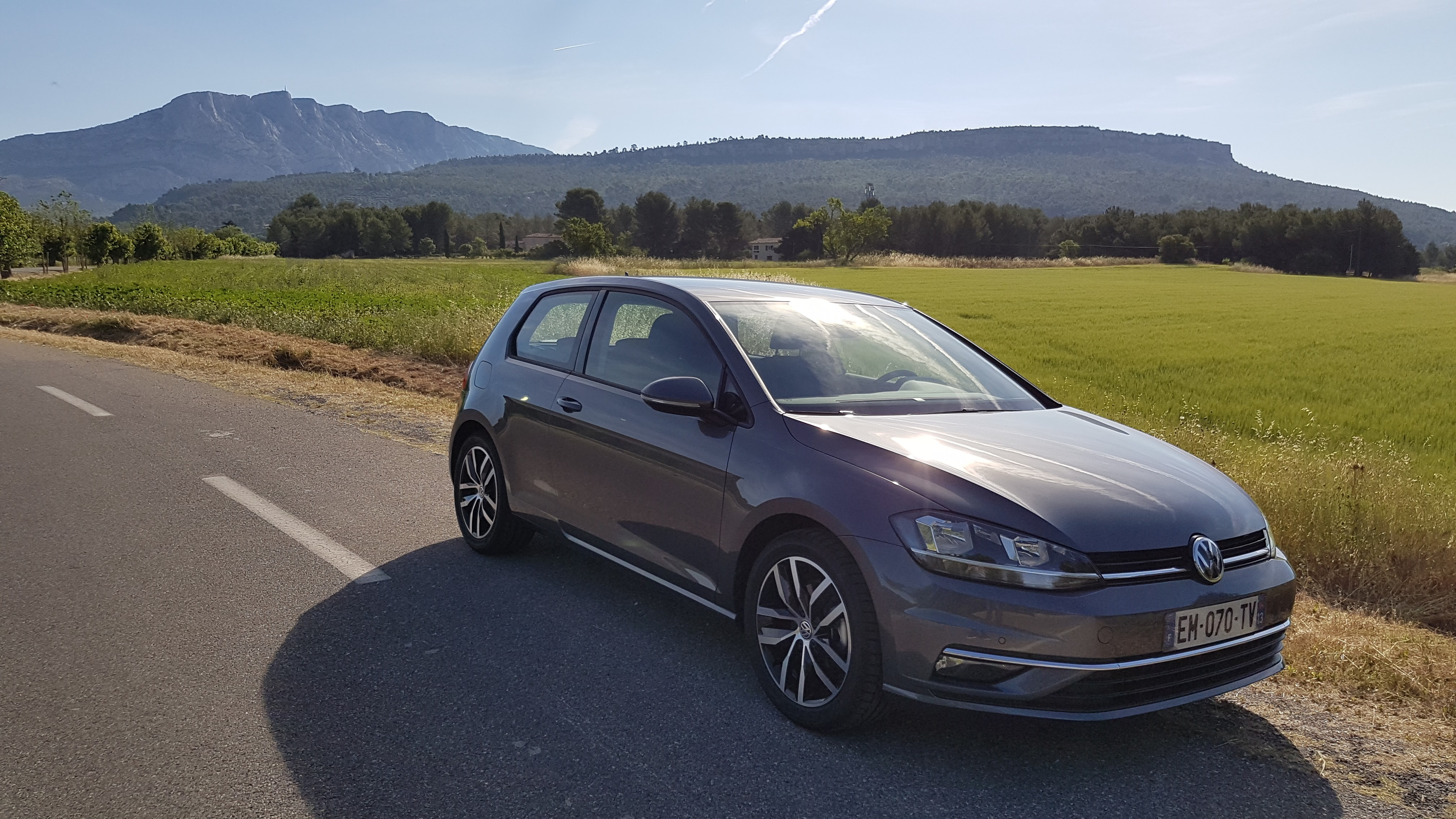
Volkswagen Golf 7 - phase 2 - 3 portes
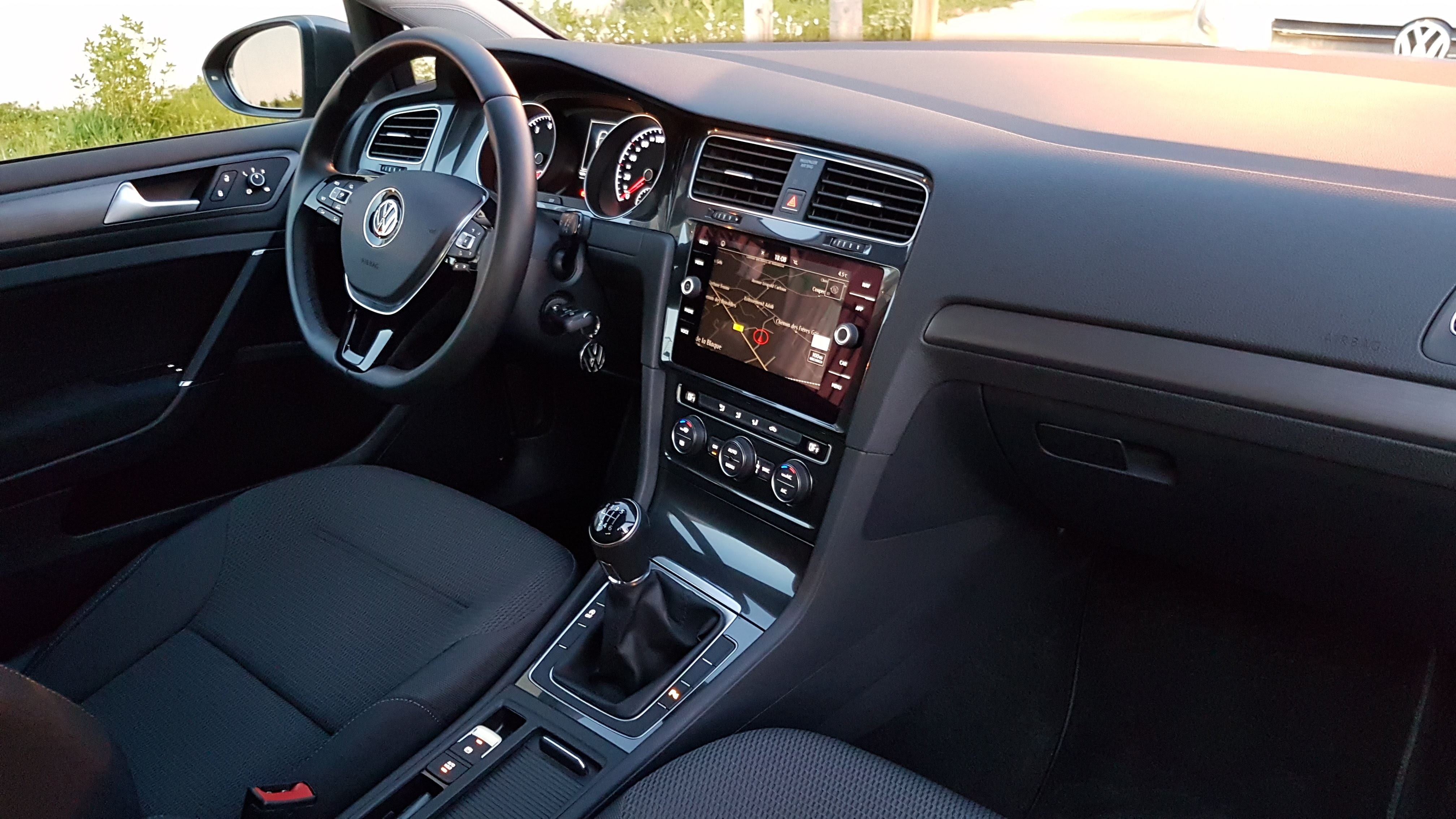
Intérieur d'une Volkswagen Golf 7 - phase 2

## Motorisations
|                            | 1.0 TSi 85             | 1.0 TSi 115            | 1.0 TSi 115            | 1.5 TSi 130 EVO        | 1.5 TSi 130 EVO        | 1.5 TSi 150 EVO        | 1.5 TSi 150 EVO        | 2.0 TSi 245            | 2.0 TSi 245            |
| Cylindrée                  | 999                    | 999                    | 999                    | 1 498                  | 1 498                  | 1 498                  | 1 498                  | 1 984                  | 1 984                  |
| Architecture               | 3 cylindres + Turbo    | 3 cylindres + Turbo    | 3 cylindres + Turbo    | 4 cylindres + Turbo    | 4 cylindres + Turbo    | 4 cylindres + Turbo    | 4 cylindres + Turbo    | 4 cylindres + Turbo    | 4 cylindres + Turbo    |
| Puissance maxi             | 85 ch à 5 500 tr/min   | 115 ch à 5 500 tr/min  | 115 ch à 5 500 tr/min  | 130 ch à 5 000 tr/min  | 130 ch à 5 000 tr/min  | 150 ch à 5 000 tr/min  | 150 ch à 5 000 tr/min  | 245 ch à 5 000 tr/min  | 245 ch à 5 000 tr/min  |
| Couple maxi                | 175 N m à 2 000 tr/min | 200 N m à 2 000 tr/min | 200 N m à 2 000 tr/min | 200 N m à 1 400 tr/min | 200 N m à 1 400 tr/min | 250 N m à 1 500 tr/min | 250 N m à 1 500 tr/min | 370 N m à 1 600 tr/min | 370 N m à 1 600 tr/min |
| Boîte de vitesses          | BVM5                   | BVM6                   | DSG7                   | BVM6                   | DSG7                   | BVM6                   | DSG7                   | BVM6                   | DSG7                   |
| Vitesse maxi               | 180                    | 198                    | 198                    | 210                    | 210                    | 216                    | 216                    | 250                    | 248                    |
| 0-100 km/h                 | 11,9                   | 9,8                    | 9,8                    | 9,1                    | 9,1                    | 8,3                    | 8,3                    | 6,2                    | 6,2                    |
| Consommation (en l/100 km) | 4,8                    | 4,8                    | 4,8                    | 5,0                    | 4,9                    | 5,2                    | 5,1                    | 6,6                    | 6,3                    |
| Émissions de CO2 (en g/km) | 105                    | 111                    | 109                    | 117                    | 113                    | 116                    | 114                    | 147                    | 135                    |
| Disponibilité              | 2017 -                 | 2017 -                 | 2017 -                 | 2017 -                 | 2017 -                 | 2017 -                 | 2017 -                 | 2017 -                 | 2017 -                 |

## Marché

### Afrique du Sud
La version GTI n'est disponible qu'avec la carrosserie à cinq portes.
La Golf R produit 280 cv pour ce marché (au lieu de 300 cv). Pour 2019 elle à reçu une mise à niveau. La mise à niveau a donné lieu à 310 cv et 400 N⋅m de couple (contre 290 ch et 380 N⋅m lors du restylage vu en juillet 2017). De plus, la Golf R était également disponible en option avec un échappement hautes performances Akrapovič d'usine.

### Allemagne
La Golf VII break a été commercialisé sous le nom de Golf Variant.

### Australie
La Golf VII est commercialisée en Australie en avril 2013.
La Golf R produit 280 cv pour ce marché (au lieu de 300 cv).

### Brésil
Au Brésil, la Golf VII a été mise en vente en septembre 2013, uniquement dans les finitions High-line et GTI, ainsi que la finition Comfortline, qui a été mise à disposition à partir de mars 2014,. Tous les modèles ont été importés d'Allemagne jusqu'en 2015, date à laquelle l'assemblage local a commencé.

### Chine
En Chine, la production nationale de l'e-Golf par la coentreprise FAW-Volkswagen a supplanté les véhicules importés de Wolfsburg, à partir de 2019. Cela a aidé VW à respecter le quota de véhicules électriques imposé par la Chine : à partir de 2019, les constructeurs qui vendent plus de 30 000 véhicules par an doivent s'assurer que dix pour cent d'entre eux sont électriques. La production chinoise de l'e-Golf par FAW-VW dans l'usine de Foshan s'est poursuivie en 2021 avec deux modèles, la Golf·Pure Electric Motor et la Golf·Pure Electric Motor Pro;  l'usine de Foshan, qui produisait des véhicules à plateforme MQB depuis son ouverture en 2014, a été réorganisée pour ajouter une ligne de production de véhicules MEB et les premiers véhicules ID.4 CROZZ ont commencé leur production à Foshan fin novembre 2020.

### Irlande
Une version fourgonnette basée sur la Golf trois portes a été vendue uniquement en Irlande aux clients commerciaux et a été annulée car les entreprises ont opté pour le plus grand Volkswagen Caddy.

### Japon
Lors de son lancement en 2013, la Golf VII a remporté le prix de la voiture de l'année au Japon, la première fois qu'il était décerné à un produit européen.
La Golf R produit 280 cv pour ce marché (au lieu de 300 cv).

### Mexique
La version GTI n'est disponible qu'avec la carrosserie à cinq portes. La division mexicaine de Volkswagen a présenté une version GTI Oettinger pour l'année modèle 2021. La version Oettinger comprend un kit aérodynamique pour la face avant avec lèvre et séparateurs, des jupes latérales, un nouveau pare-chocs arrière avec diffuseur intégré et un nouveau spoiler avec volets, qui se distinguent à côté du jeu de roues de 18 pouces spécifique à la version et des rétroviseurs latéraux noirs. Elle est disponible en trois options de couleur : Pure White, Tornado Red et Cornflower Blue. Elle sera mise en vente le 7 décembre 2020 et seulement 700 unités seront construites.

### Royaume-Uni
La Golf a été mise en vente au Royaume-Uni début janvier 2013.

### USA/Canada
Lors de son lancement sur le marché américain, Volkswagen proposait également le modèle Golf Sport. Environ 650 de ces modèles SE à quatre portes ont été construits, équipés d'une transmission automatique à six vitesses. Proposé en blanc pur ou en gris platine, le modèle Sport est visuellement amélioré avec un kit carrosserie qui comprend un becquet avant, des jupes latérales, une jupe arrière, un aileron arrière plus grand et des embouts d'échappement chromés.
La Golf VII restylée a été lancée en Amérique du Nord pour l'année modèle 2018. Le précédent moteur 1,8 L EA888 a été remplacé par le moteur 1,4 L EA211 de 147 cv comme seul groupe motopropulseur disponible, tandis que les transmissions manuelles à 5 rapports et automatiques à 6 rapports ont été remplacées par des unités à 6 et 8 rapports, respectivement,.Les modèles à traction intégrale Golf Sportwagen et Golf Alltrack ont conservé le moteur 1,8 L EA888 ainsi que les transmissions manuelles à 6 rapports ou DSG à 6 vitesses.
La Golf break est appelé SportWagen aux États-Unis et au Canada, remplaçant la Jetta SportWagen.
La Golf SportWagen était disponible en versions S, SE et GT/SEL (Trendline, Comfortline et Highline au Canada) et utilisait les mêmes groupes motopropulseurs que la Golf standard. La Golf Sportwagen était également disponible avec une transmission intégrale aux États-Unis et au Canada à partir de l'année modèle 2017, utilisant le moteur 1,8 L avec une transmission manuelle à 6 rapports ou une transmission DSG à 6 rapports jusqu'à son abandon en 2020. La Sportwagen à traction intégrale partageait sa transmission avec l'Alltrack, bien qu'elle n'intègre pas les autres modifications apportées pour celle-ci.
Les ventes aux États-Unis de la e-Golf ont commencé dans certains États en novembre 2014 avec un seul modèle SEL Premium pour l'année modèle 2015.  La part de production des e-Golf de l'année modèle 2020 a été détournée vers le Canada.
De 2017 à 2020, les e-Golfs du marché canadien pouvaient être équipées de l'une des 40 couleurs de peinture personnalisées proposées dans le cadre du programme Spektrum de Volkswagen, au coût d'environ 3 000 $ CA.  Au total, 104 e-Golfs ont été commandées avec une couleur du programme Spektrum.
La Golf R produit 280 cv pour ce marché (au lieu de 300 cv). Pour le marché canadien, le système d'infodivertissement Discover Pro 8" en option est disponible dans le cadre de l'option unique "Technology Package", tandis que seul le Discover 6,5" est disponible pour les consommateurs américains. En Amérique du Nord, la Golf R est livrée de série avec des feux arrière halogènes et des phares bi-xénon HID avec clignotants LED à l'avant et aux rétroviseurs latéraux, tandis que les marchés du reste du monde ont reçu les options pour un toit ouvrant, une version trois portes et des feux arrière à LED. Toutes ces fonctionnalités ne sont pas disponibles dans la version nord-américaine. La Golf R et l'e-Golf sont les seuls modèles Golf disponibles en Amérique du Nord qui ont été produits en Allemagne. Les autres modèles Golf destinés au marché nord-américain sont produits par Volkswagen de México à Puebla, au Mexique .
Pour les modèles 2018 au Canada et 2019 au Canada et aux États-Unis, Volkswagen a proposé 40 couleurs de peinture personnalisées pour la Golf R dans le cadre de son programme Spektrum. Le programme a été initialement lancé uniquement pour les e-Golf du marché canadien. Bon nombre des couleurs proposées étaient auparavant disponibles sur les anciens modèles du groupe Volkswagen. L'option comportait un délai de deux à quatre mois, car chaque voiture commandée dans le cadre du programme Spektrum était peinte à la main dans une installation distincte de la chaîne de production principale. Chaque couleur personnalisée était vendue au prix de détail suggéré par le fabricant aux États-Unis de 2 500 $.
Au total, 473 Spektrum Golf R ont été produites, dont 199 destinées aux États-Unis, avant l'arrêt de la Golf R Mk7 en Amérique du Nord.
La Golf R Mk7 a été abandonnée aux États-Unis en août 2019.

## Récompenses
- Liste des 10 meilleurs films de Car and Driver en 2019[59]
- Voiture nord-américaine de l'année 2015[60]
- Voiture de l'année 2015 selon Motor Trend[61]
- Voiture européenne de l'année 2013[62]
- Voiture mondiale de l'année 2013[63]
- Voiture de l'année 2013 au Japon[64]
- Voiture importée du Japon de l'année 2013-2014
- 2014 What Car? — Meilleur break (Grande-Bretagne)
- Voiture Wheels de l'année 2013 (Australie)[65]
- Voiture de l'année 2013 du Cars Guide (Australie)[66]